# バツイチ
バツイチは、男性・女性の区別なく1度離婚を経験した者を指す俗称。

## 起源
1992年9月、明石家さんまと大竹しのぶが離婚。その際、さんまが記者会見で「額に『×』を記した」ことから急速に浸透し、後に『現代用語の基礎知識』1993年版の若者用語として掲載された。

## 概要
籍を抜いた際に戸籍原本に記入される大きなバツ（×）印が語源であるとされる。
厳密にいえば、一般的な（夫妻とも初婚で、妻が夫の氏を称する婚姻した）場合、離婚したときバツ（×）がつくのは除籍になった妻であり、夫にバツ（×）はつかない。妻は親の戸籍に復籍するか新戸籍を編成することになるがそれにはバツ（×）はついていない。さらに厳密にいえば、親の戸籍から婚姻により除籍になっているので、戸籍上離婚した妻はバツ2である。
結婚情報サービスなどによる結婚パートナー探しやそれによって結婚するカップルが増えており、一度結婚に失敗した人に対して暗いイメージを持たれないように面白い表現で表現しようとしたこと、そして、トレンディドラマで台詞として頻繁に使用されたことから、次第に定着していったものと考えられる。1980年代後半から使用されたとする説もあるが、1991年頃から新聞紙上等で用いられるようになった。
一時期、女性週刊誌などで、「女性のバツイチは、キャリアアップの一つとしてパートナーを変更した結果である。」とする、積極的で明るいイメージの「ピカイチ」に呼び替える運動が展開されたことがあったが、一過性で定着はしなかった。また、バツをマルに言い換えた「マルイチ」、「シングルアゲイン」、「セカンドシングル」、「イチコン」などの用語もあった。このように、言い換えやイメージ払拭を試みる運動は、形を変えて数年おきに起っている。近年も「女性のバツイチは勲章」との言葉が女性向けの週刊誌やファッション誌などで取り上げられることもあり、キャリアウーマンの中にも、離婚経験を勲章と考える者がいる。
2回以上の離婚経験者は回数に応じて「バツ2（バツニ）」「バツ3（バツサン）」などと称することが一般的である。なお、バツイチがすべてカタカナで書かれることが多いのに対し、バツ2以上は「バツ+数字」で表記されることが一般的である。
離婚歴のある子持ちの人を『「バツイチ・子持ち」「バツイチ・コブ付き」』と呼ぶことも多い。
夫婦の名字を変更するために一旦離婚届を提出後に筆頭者を入れ替えて再度婚姻届を提出した、もしくは偽造された婚姻届により当人の知らぬ間に「夫婦の状態」とされたためにその状態を解消したことにより、バツイチ状態となることもある。

## 戸籍の電算化
近年は戸籍簿の電算化が各自治体により進められている。電算化された戸籍簿では在籍者が死亡または離婚をしても「×」印はつかなくなり、かわりに「除籍」と記載されるようになった。

## 比喩的な用法
最近ではコンビの解散経験のあるお笑い芸人を離婚歴に関係なく「バツイチ」と呼ぶケースが増えている。また、解散経験が2回以上の場合、本来の利用方法と同様に「バツ2」「バツ3」などと称することもある。そのほか、近年ではこれらを総称して「バツあり」とすることもある。
特筆すべき芸人として、ウーマンラッシュアワーの村本大輔はこれまで10回コンビを解散している。したがって村本は「バツ10」ということになる。また、陣内智則は『雨上がり決死隊のトーク番組アメトーーク!』に出演した際に「藤原紀香との離婚」と「リミテッドの解散」を合計して「バツ2」と称したこともある。